# Аэродинамический парк (Адлерсхоф)
Аэродинами́ческий парк (нем. Aerodynamischer Park) — комплекс зданий, располагающихся в районе Берлина Адлерсхоф и ранее являвшихся частью комплекса аэродрома Йоханнисталь.

## Описание
Парк состоит из аэродинамических лабораторий, большой аэродинамической трубы и ангаров.

## История
Здания были построены в 1920-х — 1930-х годах и использовались для нужд аэродрома Йоханнисталь, после его закрытия были сохранены как объекты культурного наследия и дополнены инсталляцией нем. «Air Borne».

## Галерея

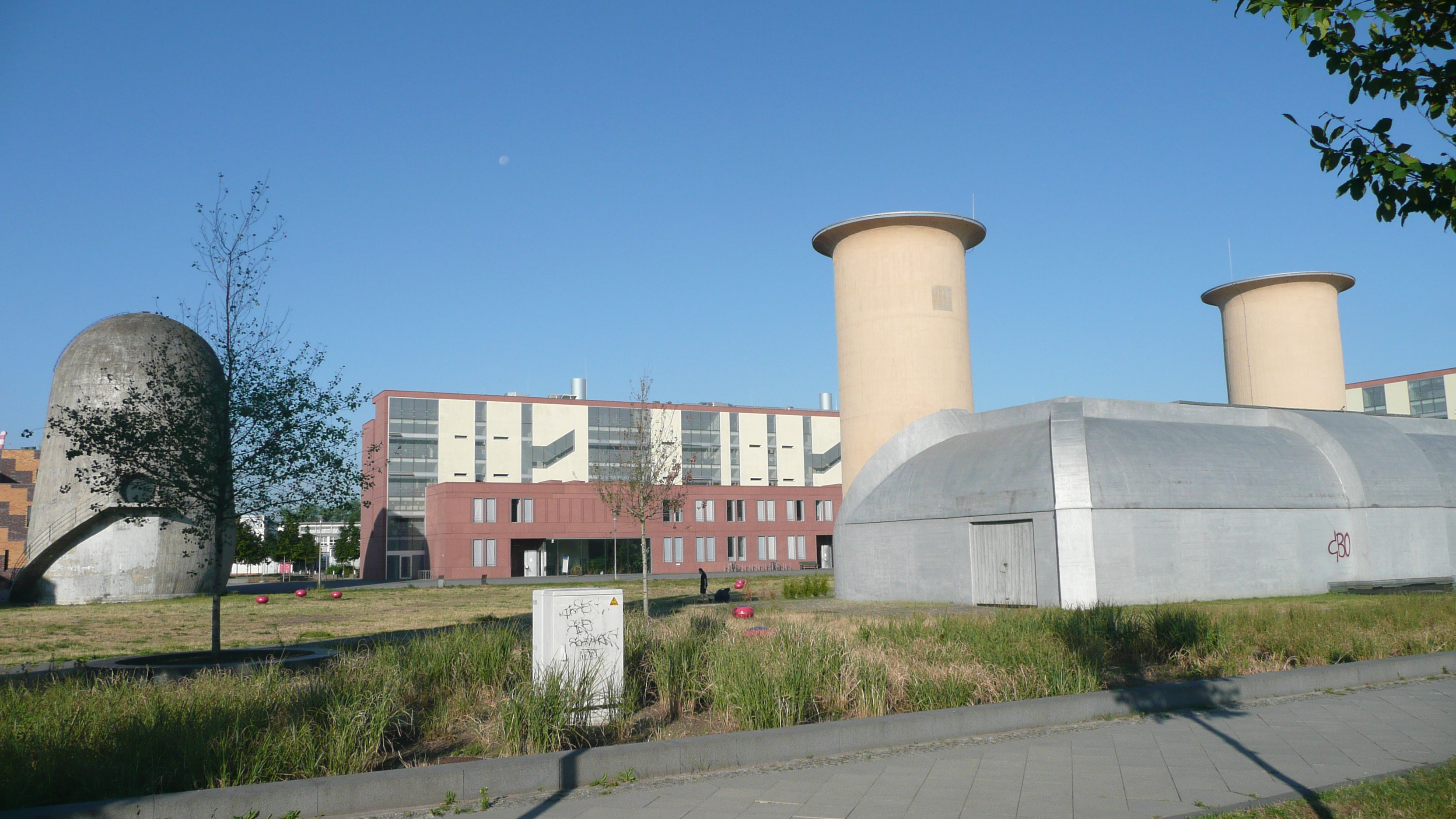
Общий вид
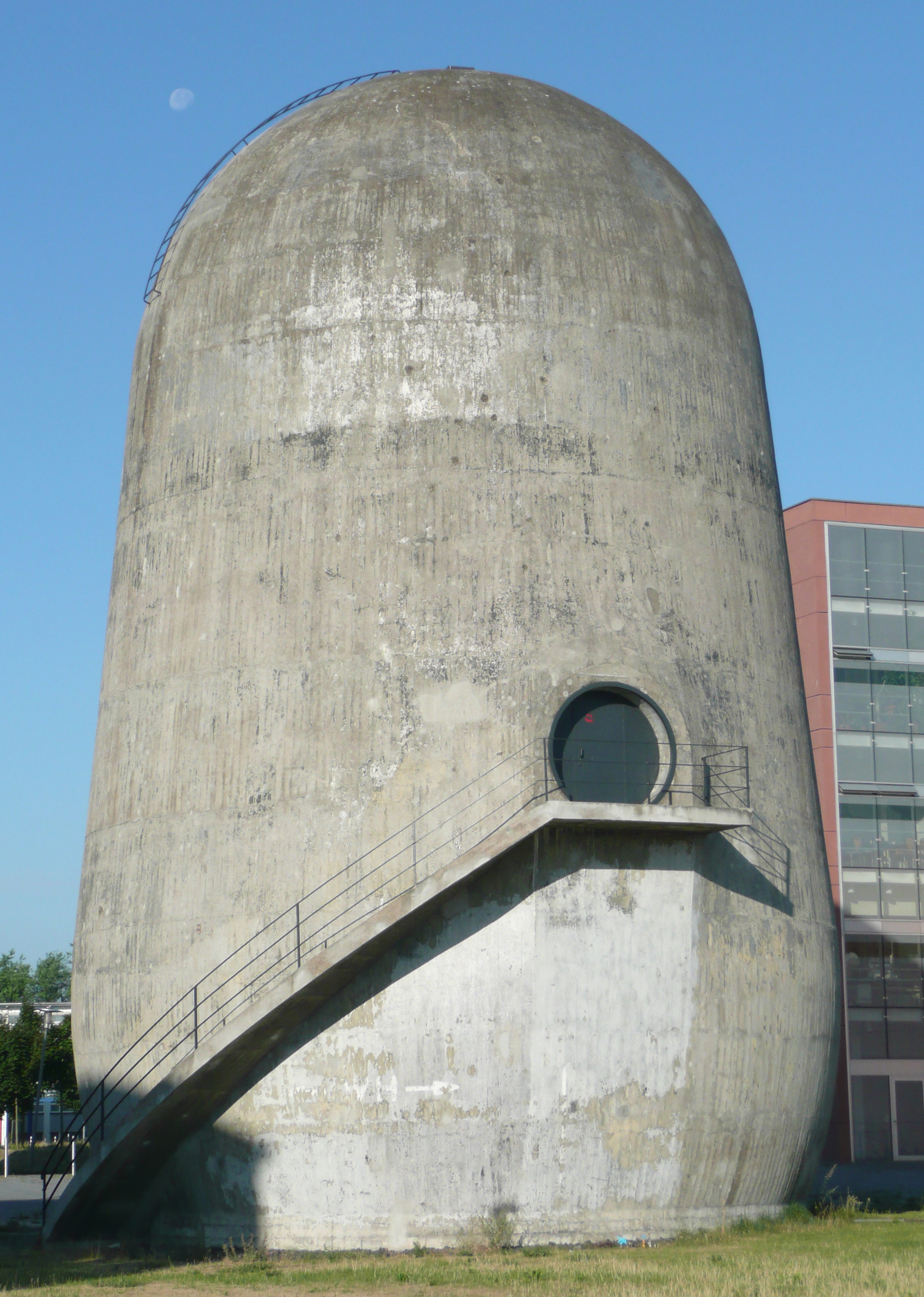
«Башня-толстушка»
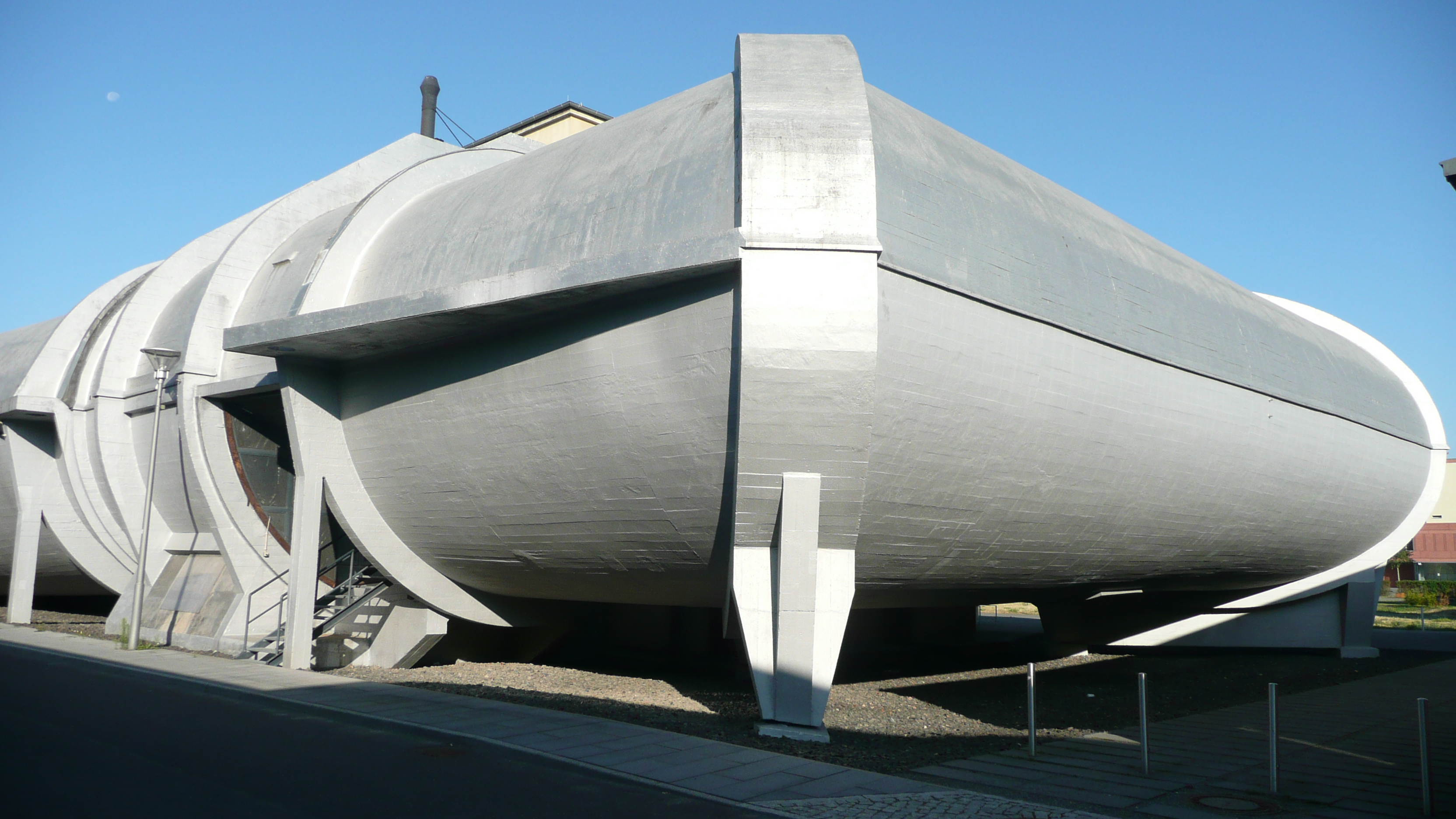
Большая аэродинамическая труба
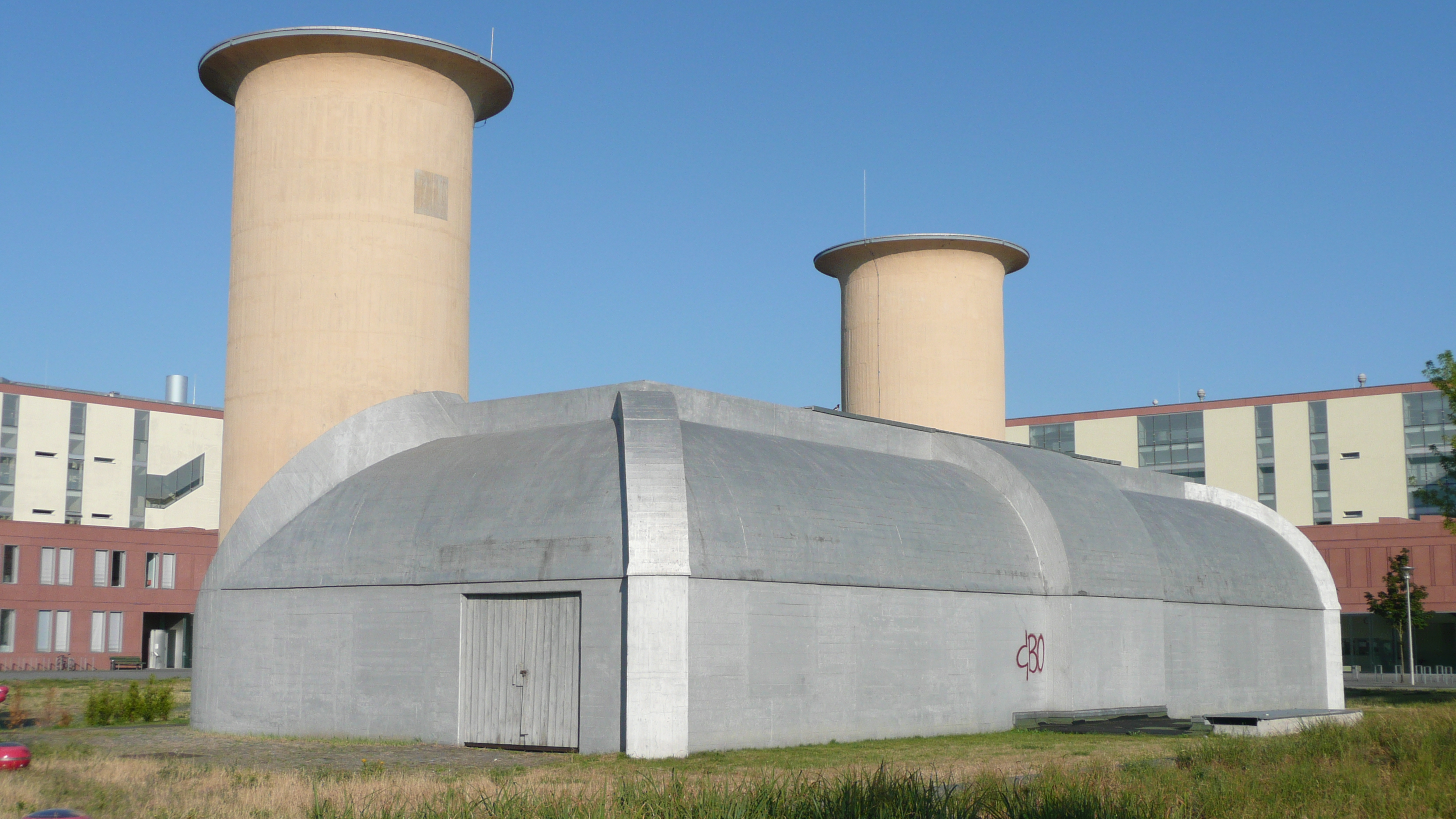
Лаборатория для испытания двигателей
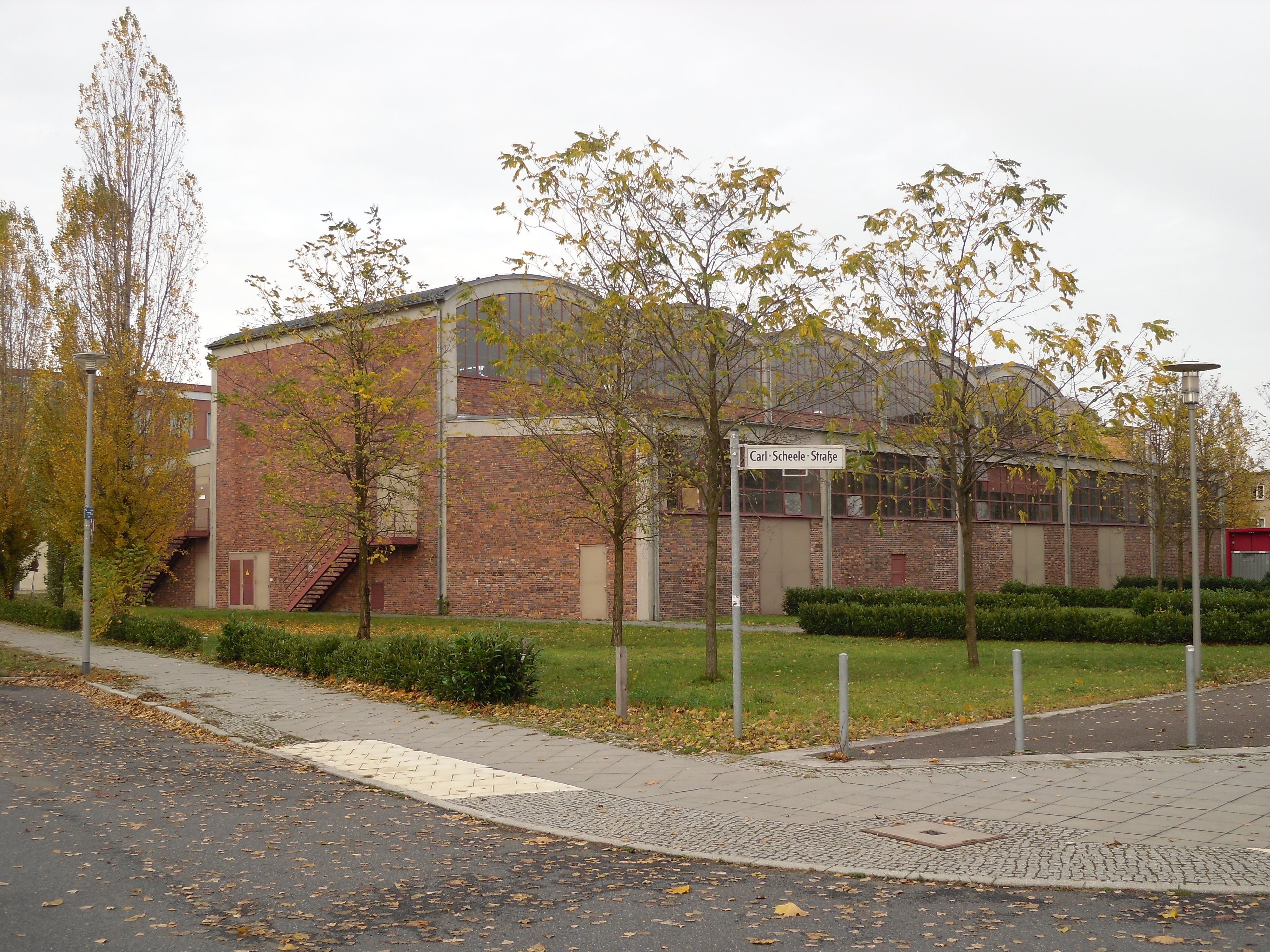
Лаборатория моделирования высоты
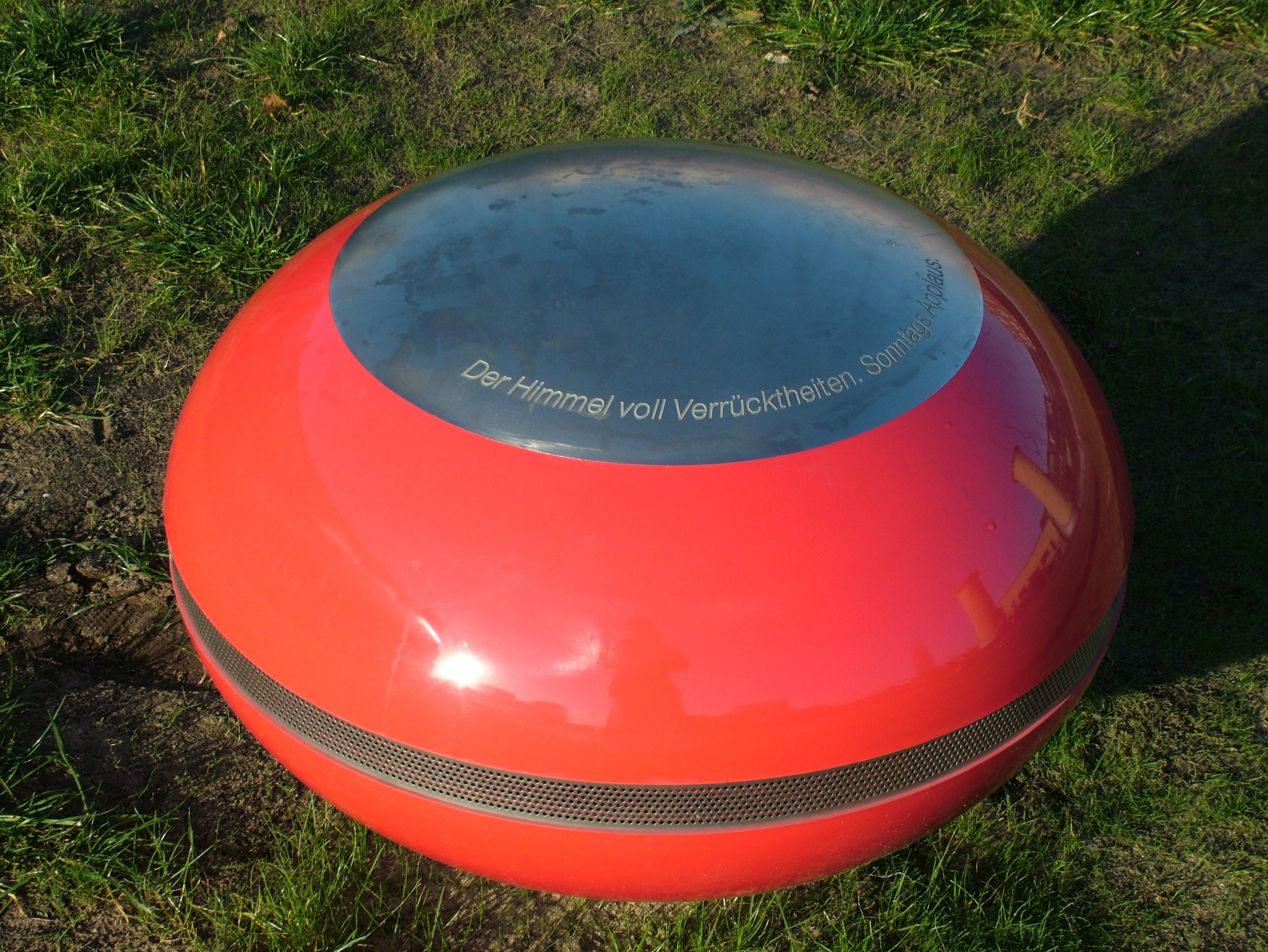
Один из объектов композиции «Air Borne»